# Potez 540
Potez 540 byl francouzský víceúčelový dvoumotorový vojenský letoun z 30. let 20. století. Byl navržen a postaven společností Potez a sloužil u francouzského letectva jako průzkumný a bombardovací letoun. Také létal ve španělské občanské válce na straně republikánských sil. Ačkoliv byl jako bombardér zastaralý, zůstával při vypuknutí druhé světové války ve službě v podpůrných rolích a také sloužil ve francouzských zámořských koloniích.

## Vývoj a popis
Tento dvoumotorový letoun byl postaven francouzskou společností Potez jako odpověď na požadavky na nový průzkumný bombardér z roku 1932. Letoun byl postaven na vlastní náklady společností Potez pod označením Potez 54. Poprvé vzlétnul 14. listopadu 1933. Navrhl jej Louis Coroller jako čtyřmístný letoun, který mohl sloužit jako bombardér, transportní letoun, průzkumný letoun dlouhého doletu a dokonce i jako doprovodný stíhací letoun. Potez 54 byl hornoplošný jednoplošník. Letoun byl potažen dřevem, kovem (duralem) a plátnem, přičemž kostra byla tvořena ocelovými trubkami. Prototyp měl zdvojené svislé ocasní plochy a byl poháněn dvojicí motorů Hispano-Suiza 12Xbrs V-12 s výkonem 507 kW (690 k) ve štíhlých samostatných gondolách, které byly ke křídlu letounu připojeny pomocí trubek a k trupu letounu pomocí pahýlů křídla. Motory se u prototypu, na rozdíl od sériových strojů, otáčely stejným směrem. Kola hlavního podvozku byla zatahována do motorových gondol, přičemž v zatažené poloze část kola stále vyčnívala ven z gondoly. Vnější závěsy pro pumy byly umístěny na spodní straně pahýlů křídla. Letoun měl ručně ovládané střelecké věže na nose letounu a na hřbetě letounu. Dále měl polozatahovací střeliště na břiše letounu. Letoun byl vybaven radiostanicí, kyslíkovým systémem a přístroji pro létání v noci. Letoun byl navržen pro nesení až 1 000 kg leteckých pum, které byly umístěny buď ve vnitřní pumovnici nebo na vnějších závěsech.
Během vývoje byly původní ocasní plochy nahrazeny jednoduchou ocasní plochou a tento letoun byl přeznačen na Potez 540 No.1 a byl předán Armée de l'Air 25. listopadu 1934. Sériové letouny již měly protiběžné motory Hispano-Suiza 12Xirs/Xjrs. Současně s tímto typem byl vyvíjen typ Potez 541 s hvězdicovými motory Gnome-Rhône 14Kdrs a Potez 242 s motory Lorraine 12Hfrs Pétrel o výkonu 537 kW (720 k). Verze Potez 543 měla stejné motory jako verze 541 a byla určena k exportu v počtu 10 ks do Rumunska.

## Operační historie

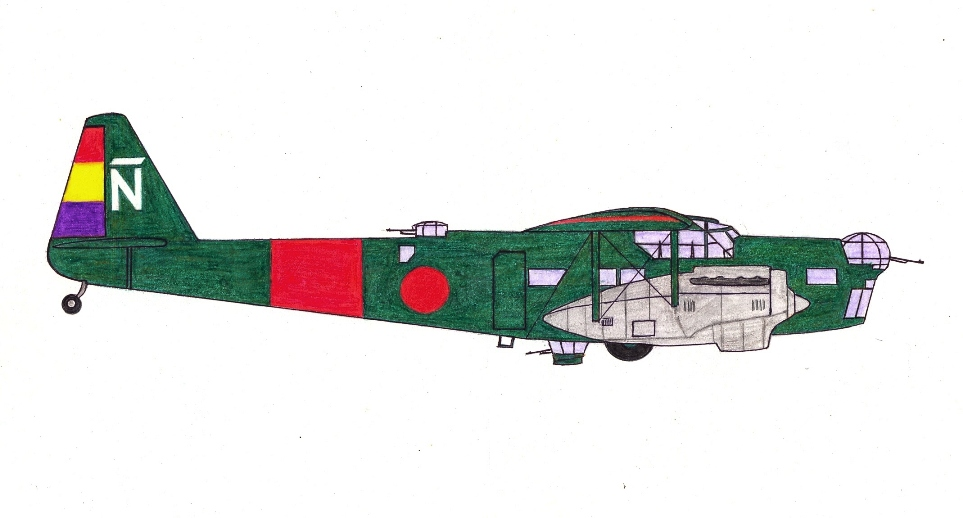
Potez 540 v barvách Letectva Španělské republiky.

Jejich prvním nasazením byla účast v bojích španělské občanské války, kde se zúčastnil bojů na straně republikánů. Zde musel čelit moderním německým letounům Legie Condor, které nad ním snadno vítězily. Španělští piloti proto stroj přezdívali „Řízená rakev“ (španělsky: Ataúd Volante). Na konci 30. let 20. století již byly letouny zcela zastaralé, a proto byly staženy od průzkumných a bombardovacích jednotek a převeleny k francouzským dopravním letkám. Často byly používány k výcviku výsadkářů a jako transportní letouny. V září 1939 při vypuknutí druhé světové války byly většinou umístěny ve francouzských koloniích v severní Africe, kde pokračovaly ve službě jako transportní letouny a letouny pro výcvik výsadkářů. I v této podružné roli bylo jejich působení problematické kvůli slabé obranné výzbroji a zranitelnosti ze strany moderních nepřátelských stíhaček. Po francouzské kapitulaci v červnu 1940 létaly letouny Potez 540 v letectvu vichistické Francie a to hlavně v zámořských koloniích. Většina z těchto strojů byla vyřazena nebo zničena do konce roku 1943.

## Varianty
Potez 54
Prototyp se zdvojenými ocasními plochami, který byl později přestavěn na letoun Potez 540 No. 1.
Potez 540
Sériová verze s protiběžnými motory Hispano-Suiza 12Xirs a 12Xjrs o výkonu 590 kW (790 k). Postaveno 185 strojů (včetně prototypu).

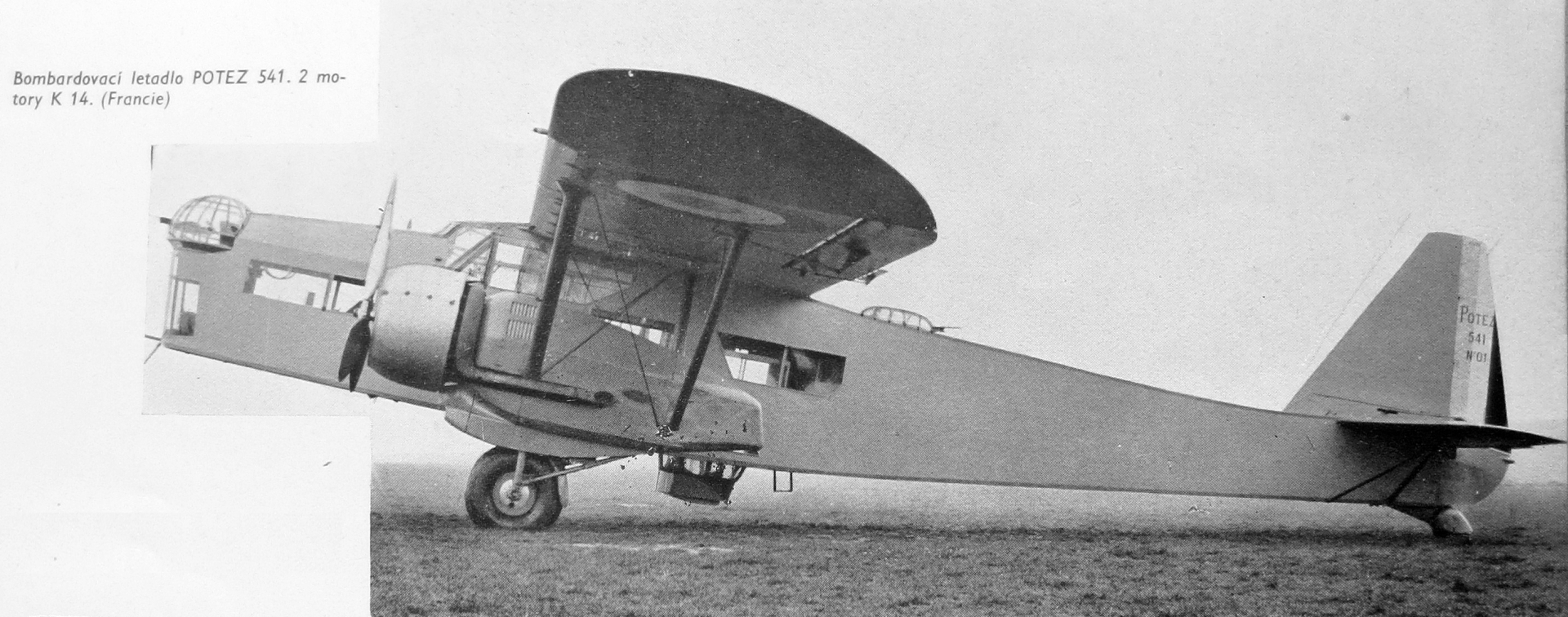
Potez 541
Jeden letoun Potez 540 vybavený hvězdicovými motory Gnome-Rhône 14Kdrs 640 kW (860 k). Přestavěn 1 letoun.
Potez 542
Typ odvozený od letounu Potez 540 poháněný motory Lorraine 12Hfrs Pétrel o výkonu 540 kW (720 k). Postaveno 74 strojů pro Francii a Španělsko.
Potez 543
Typ odvozený od letounu Potez 541 poháněný hvězdicovými motory Gnome-Rhône 14Kdrs o výkonu 632 kW (640 kW) (860 k). Postaveno 10 strojů pro Rumunsko.

## Specifikace (Potez 540)

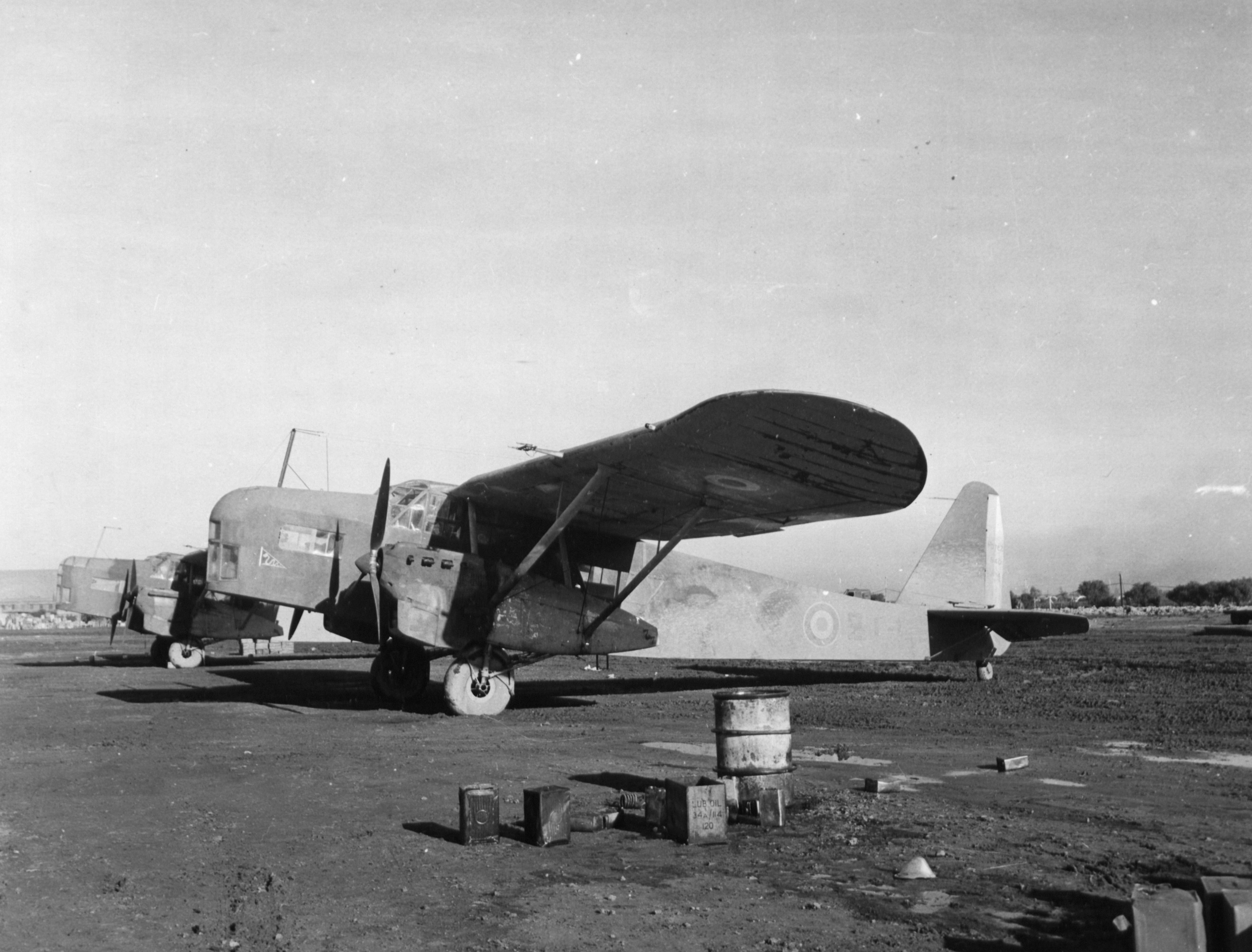
Potez 540, 1943

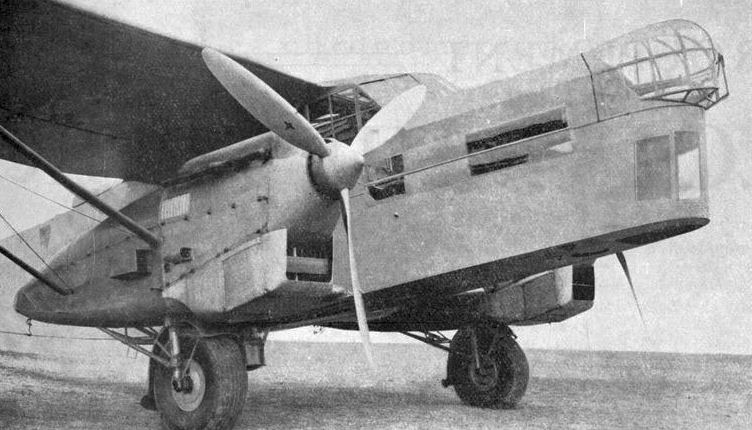
Potez 540

Technické údaje pocházejí z publikace „Letadla 1939–45 Stíhací a bombardovací letadla Francie a Polska“.

### Technické údaje
- Posádka: 4
- Rozpětí: 22,10 m
- Délka: 16,20 m
- Výška: 3,88 m
- Nosná plocha: 76 m²
- Prázdná hmotnost: 3 821 kg

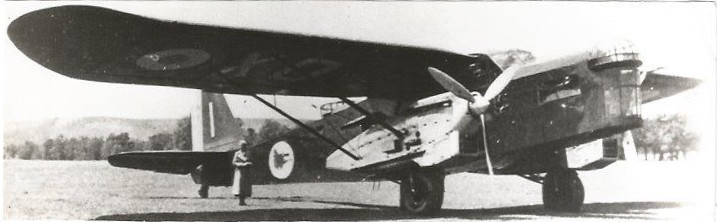
Potez 540

- Vzletová hmotnost: 5 908 kg (průzkum), 5 992 kg (bombardování)
- Max. vzletová hmotnost: 7 150 kg
- Pohonná jednotka: 2× dvanáctiválcový vidlicový motor Hispano-Suiza 12Xirs/12Xjrs
- Výkon pohonné jednotky: 690 k (507 kW) při 2 600 ot/min ve výšce 4 000 m

### Výkony
- Cestovní rychlost: 240 km/h ve výšce 4 000 m
- Maximální rychlost: 310 km/h ve výšce 4 000 m
- Dolet: 1 000 km
- Přeletová vzdálenost: 3 100 km (s přídavnými nádržemi)
- Dostup: 9 550 m
- Výstup do výšky 4 000 m: 9 minut 24 sekund

### Výzbroj
- 3× kulomet Darne vz. 32 typ Marine ráže 7,5 mm na nose, hřbetě a břiše letounu
- 4× letecká puma o hmotnosti 225 kg na venkovních závěsech nebo 10× letecká puma o hmotnosti 55 kg v pumovnici při použití jako bombardér

## Uživatelé
Francie
- Francouzské letectvo
- Francouzské námořní letectvo

 Japonsko

Potez 540, Španělské republikánské letectvo

- Japonské císařské námořnictvo – pořízen jako hydroplán Potez CXP

 Rumunsko
- Rumunské královské letectvo

 Španělsko
- Španělské republikánské letectvo

#### Související vývoj
- LWS-6 Żubr

#### Podobná letadla
- Bloch MB.200
- Bloch MB.210
- Amiot 143